# ツキダタダシ
ツキダ タダシは、日本のソングライター、編曲家、ギタリスト。大阪府出身。有限会社スパーキー所属。

## 概要
OHK岡山放送のローカルユニット、ケダマのメンバーとして活動する一方、他歌手、アニメソングの楽曲提供も行っており、ケダマで楽曲のほぼ全ての作詞と作曲を担当している。

## 楽曲提供
アゲぽよガールズ
- 「君が好きだから」（アゲぽよガールズと共作詞・作曲）

イヤホンズ
- 「背中のWING」（作曲・編曲）

SO.ON project
- 「GO MY WAY!」（作詞・作曲）
- 「GENKAIガール」（作詞・作曲）
- 「HEY YOU!」（作詞・作曲）
- 「テノヒラ」（作詞・作曲）
- 「エビバディGO!」（作詞・作曲）
- 「恋するサマー」（作詞・作曲）
- 「青春流星群」（作詞・作曲）
- 「お願い！Ring My Bell」（作詞・作曲）
- 「冒険者たちよ」（作詞・作曲）
- 「コダマ」（作詞・作曲）
- 「167color」（作詞・作曲）
- 「純情Rock’n Roll Girl」（作詞・作曲）
- 「Dear My Future」（作詞・作曲）
- 「エビバディGO!」（作詞・作曲）
- 「オタマジャクシ」（作詞・作曲）
- 「早く大人になりたい!」（作詞・作曲）
- 「ひらりふわり」（作詞）
- 「情熱Dive」（作詞）
- 「Stargazer」（作詞）
- 「STARS」（作詞）

AKB48グループ
- AKB48
  - 「アンチ」（作曲・編曲）
  - 「ヤンキーマシンガン」（作曲・編曲）
  - 「恋をすると馬鹿を見る」（作曲・編曲）
  - 「パパに言えない夜」（作曲）

- SKE48
  - 「1!2!3!4! ヨロシク!」（作曲）
  - 「拗ねながら、雨…」（作曲）
  - 「いい人いい人詐欺」（作曲・編曲）
  - 「愛してるって言われたことがない」（作曲・編曲）

- NMB48
  - 「僕が負けた夏」（作曲）
  - 「プライオリティー」（作曲・編曲）
  - 「匙を投げるな!」（作曲・編曲）
  - 「パンパン パパパン」（作曲）（浜崎州平と共作）
  - 「Be happy」（作曲・編曲）

- HKT48
  - 「突然 Do love me!」（作曲・編曲）

- NGT48
  - 「僕らのトチオンガー」（作曲・編曲）

- STU48
  - 「無謀な夢は覚めることがない」（作曲）

HR
- 「全力ジャンプ!」（作詞・作曲・編曲）

キョコロヒー
- 「まぬけのうた」（作曲）

坂道シリーズ
- 乃木坂46
  - 「遙かなるブータン」（作曲）
  - 「シークレットグラフィティー」（作曲・編曲）
  - 「自惚れビーチ」（作曲・編曲）
  - 「自分じゃない感じ」（作曲・編曲）
  - 「絶望の一秒前」（作曲）
  - 「手ごねハンバーグ」（作曲）

- けやき坂46
  - 「NO WAR in the future」（作曲・編曲）

- 櫻坂46
  - 「無念」（作曲・編曲）

- 日向坂46
  - 「NO WAR in the future 2020」（作曲・編曲）

SCANDAL
- 「プレイボーイPartII」（作曲）

3B junior
- 「Stardust Fantasia」（作詞・作曲）

ジェジュン
- 「アイノカゲ」（作詞・作曲・編曲）

青春高校3年C組
- 「制服自転車」（作曲）

ザ・コインロッカーズ
- 「泣かせてくれないか?」（作曲）

Dorothy Little Happy
- 「HAPPY DAYS!」（作詞・作曲・編曲）
- 「Hey boy! Hey girl!」（作詞・作曲・編曲）
- 「飛び出せ! サマータイム」（作詞・作曲・編曲）
- 「ナミダよりもずっと速く」（作詞・作曲・編曲）

nanoRider
- 「ここで育ったSweet」（作曲）

パクスプエラ
- 「Girls' Revolution」（作詞・作曲・編曲）

はちみつロケット
- 「放課後リフレイン」（作詞・作曲・編曲）

B.O.L.T
- 「Catch The Rainbow」（作詞・作曲・編曲）

ももいろクローバーZ
- 「行く春来る春」（作曲）
- 「オレンジノート」（作詞・作曲）
- 「コノウタ」（作詞・作曲）
- 「overture 〜Twinkle5参上!!〜」（作曲・編曲）
- 「Twinkle Wink」（作曲・編曲）
- 「Ring the Bell」（作詞・作曲・編曲）
- 「何時だって挑戦者」（作曲）

ラストアイドル
- 「君のAchoo!」（作曲・編曲）（佐藤亘と共作）
- 「Lollipop」（作曲・編曲）

Luce Twinkle Wink☆
- 「Fight on!」（作曲・編曲）

RO-KYU-BU!
- 「ベスフレ」（作曲・編曲）

### アニメソング
狂乱家族日記
- 「ボクハ更新サレマシタ」（作曲・編曲）

こどものじかん
- 「すぃーと☆わーるど」（作曲）

ご注文はうさぎですか?
- 「ナマイキTiny Heart」（作詞・作曲・編曲）
- 「なんとなくミライ」（作曲・編曲）
- 「Rabbit Hole」（作曲・編曲）
- 「Sunshine Days」（作曲・編曲）
- 「コーヒーカップでエスコート」（作曲・編曲）

ひだまりスケッチ
- 「しめきり純情派」（作曲）

ロウきゅーぶ!
- 「純情ジェネレーション」（作曲・編曲）
- 「Get goal!-No.4 MIX-」（編曲）